# Новиков, Антон Егорович
Антон Егорович Новиков (19 декабря 1920 год, село Нижняя Каменка — 9 сентября 1980 год) — тракторист Алтайской МТС Алтайского района Алтайского края. Герой Социалистического Труда (1950).

## Биография
Родился в 19 декабря 1920 года в крестьянской семье в селе Нижняя Каменка. Получил неполное среднее образование в местной школе, после чего устроился на работу разнорабочим в колхоз «Советская Сибирь». В 1937 году окончил курсы трактористов. В 1940 году был призван на срочную службу в Красную Армию. Участвовал в Великой Отечественной войне. После демобилизации в 1947 году возвратился на родину и продолжил трудиться трактористом в колхозе, позднее — на Алтайской МТС. С 1949 года — помощник бригадира и с 1950 года — бригадир тракторной бригады Алтайской МТС.
Бригада Антона Новикова ежегодно перевыполняла план. В 1949 году было собрано в среднем по 22,5 центнера ржи с каждого гектара на участке площадью 250 гектаров. Указом Президиума Верховного Совета СССР от 23 июня 1950 года за получение высоких урожаев пшеницы и ржи при выполнении колхозом обязательных поставок и контрактации по всем видам сельскохозяйственной продукции, натуроплаты за работу МТС в 1949 году и обеспеченности семенами зерновых культур для весеннего сева 1950 года удостоен звания Героя Социалистического Труда с вручением ордена Ленина и золотой медали «Серп и Молот».
С 1951 года — бригадир тракторной бригады в колхозе «Советская Сибирь» Алтайского района.
Умер 09 сентября 1980 года.

## Награды
- Герой Социалистического Труда — указом Президиума Верховного Совета СССР от 23 июня 1950 года
- Орден Ленина
- Медаль «За боевые заслуги»
- Медаль «За победу над Германией»
- Медаль «За победу над Японией»
- Медаль «За трудовое отличие»